# 朝鲜民航伊尔-62空难
1983年7月1日，朝鲜民航（今高丽航空）的一架伊尔-62M窄体客机在西非国家几内亚境内坠毁。机上17名乘客和6名机组人员全部死亡。这是朝鲜民主主义人民共和国航空历史上第一次有人员死亡的事故、几内亚航空史上死亡人数最多的事故，也是伊尔-62飞机史上死亡人数第十多的事故。

## 航机与航班简介
本次航班的注册编号为P-889，于1981年由喀山飞机工厂制造，同年交付朝鲜民航。事发当日，本机为在非洲统一组织峰会于1983年4月在几内亚举办前夕完成建筑建设从朝鲜民主主义人民共和国首都平壤的顺安国际机场起飞，机上载有工程师和建筑材料。飞行途中，其在阿富汗喀布尔和埃及开罗稍作停留以补充燃料。

## 事故过程和事后处理
飞机在1983年7月1日于几内亚拉贝附近的富塔贾隆高地坠毁，事发地距离目的地机场约160 mi（260 km）。因为事发地点地处偏远难以到达，有关本次事故的新闻传播极慢。尽管本次事故的真正原因从未公布，仍有人怀疑机组疲劳是事故的主因。几内亚政府在事发后派出高级官员前往平壤向北朝鲜国家主席金日成表示慰问。